# الیزابت سبریان
الیزابت سبریان (اسپانیایی: Elisabeth Cebrián‎؛ زادهٔ ۷ فوریه ۱۹۷۱) بازیکن بسکتبال زن اهل اسپانیا بود.
وی در مسابقات کشوری و بین‌المللی در مجموع برندهٔ ۱ مدال طلا، ۲ مدال برنز شده‌است.